# Olivier Reboul (musicien)
Pour les articles homonymes, voir Olivier Reboul.
Olivier Reboul, né le 26 mars 1963 à Paris, est un pianiste et chef d'orchestre français.

## Biographie
Olivier Reboul poursuit ses études au Conservatoire national supérieur de musique et de danse de Paris où il obtient les premiers prix de piano et musique de chambre en 1979 puis de direction de chant et accompagnement en 1988.
Grâce au travail entrepris avec la pianiste Colette Zerah à partir d’avril 1986, ses activités se développent sous plusieurs aspects.
Dès 1987, il travaille comme chef de chant pour les grandes formations symphoniques parisiennes, ainsi que pour le festival de Vaison-la-Romaine, l’Opéra de Monte-Carlo, the New Israeli Opera House, le Théâtre du Châtelet, la Nikikaï Opera Company (Tokyo), collaborant avec les chefs et solistes Ozawa, Boulez, Horne, Altmeyer, Maazel.
En 1992, il est choisi par Marius Constant et Peter Brook comme chef de chant et pianiste soliste pour Impressions de Pelléas donné à Paris ainsi qu’en tournée en Europe.
À partir de 1993, Olivier Reboul se consacre aussi à la direction d’orchestre.
De 1994 à 2005, il est régulièrement invité par l’Opéra Bastille et l’Opéra de Monte-Carlo pour assister les chefs Laurence Foster, Bruno Campanella, Pinchas Steinberg et Antonio Guadagno pour de nombreux ouvrages, dont Eugène Onéguine, Œdipus Rex, le Rossignol, Carmen, Othello[Lequel ?], Rigoletto et le Voyage à Reims.
En 2003/2004, il est assistant de Christoph Eschenbach à l’orchestre de Paris pour le Freischütz et Benvenuto Cellini.
Depuis 2004, il assiste [[Emmanuel Villaume]] pour de nombreuses productions en Europe (Opéra Real de Madrid, Fenice de Venise, Opéras de Cagliari) ainsi qu'au Festival annuel de Spoleto USA (Charleston) où il a dirigé au cours des quatre dernières saisons plusieurs concerts symphoniques et l’opéra Mahagonny (mise en scène : Patrice Caurier et Moshe Leiser).
Professeur d’étude de rôles au CNSMDP, il y assure les répétitions pour Parsifal dirigé par Pierre Boulez à la Cité de la musique en 2003 et dirige Pelléas et Mélisande (orchestration : François Bou) et Albert Herring, repris à l’Opéra de Rennes.
En février 2008, il dirige Don Giovanni au CNSMDP et à l’Opéra de Besançon.
À nouveau invité au festival de Spoleto USA en juin 2008, il y assiste [[Emmanuel Villaume]] pour l’opéra d’Anthony Davis Amistad et dirige un concert composé de la 10e symphonie de Haydn et de La Nuit transfigurée de Schoenberg.
Comme pianiste, il a enregistré pour la radio et la télévision en France et à l'étranger et se produit régulièrement en France et aux États-Unis.